# ساندرا بلازكز
ساندرا بلازكز (بالإسبانية: Sandra Blázquez)‏ هي ممثلة إسبانية، ولدت في 23 يناير 1987 في مدريد في إسبانيا.

## أعمال

### مسلسلات
- الفيزياء أو الكيمياء

## وصلات خارجية
- ساندرا بلازكز على موقع IMDb (الإنجليزية)
- ساندرا بلازكز على موقع روتن توميتوز (الإنجليزية)
- ساندرا بلازكز على موقع ألو سيني (الفرنسية)
- ساندرا بلازكز على موقع ميوزك برينز (الإنجليزية)
- ساندرا بلازكز على موقع قاعدة بيانات الفيلم (الإنجليزية)
- ساندرا بلازكز على موقع كينوبويسك (الروسية)